# Chirades
Chirades  este un oraș în Grecia în Prefectura Arcadia.